# Politique en Suède
La Suède est une monarchie constitutionnelle, ce qui signifie qu'aujourd'hui, le roi, Charles XVI Gustave, n'exerce que des fonctions honorifiques en tant que chef de l'État. Elle est organisée selon le principe de séparation des pouvoirs et d'une démocratie représentative à régime parlementaire monocaméral. L'unique chambre du parlement, la Diète royale, dont les membres sont élus au suffrage universel pour un mandat d'une durée de quatre ans, est la plus importante institution politique du pays. La participation électorale aux élections générales est généralement très élevée, n'ayant jamais été inférieure à 79 % des inscrits. La majorité électorale y est de 18 ans.

## Régime politique et institutions

### Pouvoir exécutif

#### Le roi, chef de l'État
Depuis l'adoption de la constitution de 1974, la monarchie suédoise est intégralement constitutionnelle. Le roi, chef de l'État, ne détient aucun pouvoir politique et ne participe pas à la vie politique. Il ne participe donc pas aux délibérations du gouvernement et ne contresigne pas ses décisions. Le roi a en fait essentiellement des fonctions honorifiques et de représentation : d'après la constitution, il représente l'unité de la Nation et la Suède sur le plan international (ainsi, c'est lui qui reçoit les chefs d'État étrangers lors de visites officielles).
Il ouvre néanmoins la session annuelle du Parlement, dirige le Conseil des ministres spécial, est le Président du Conseil consultatif des Affaires étrangères, a le grade le plus élevé de l'Armée et remet chaque année le diplôme officiel aux lauréats des Prix Nobel lors d'une cérémonie fastueuse. Il reçoit également les lettres de créance des émissaires étrangers et signe celles des émissaires suédois à l'étranger.
Le 1er janvier 1980, l'égalité sexuelle dans la succession royale a été instaurée. L'actuel souverain est Charles XVI Gustave, en place depuis septembre 1973, et son héritière est sa fille Victoria, duchesse de Västergötland.

#### Le gouvernement
En Suède, le gouvernement, titulaire du pouvoir décisionnel, est constitué des ministres et du Premier ministre.

##### Le Premier ministre
Le Premier ministre (Statsminister), chef du gouvernement, est nommé par le président du Riksdag, et investi par les parlementaires. Le chef du gouvernement est censé être représentatif des forces politiques composant la majorité parlementaire à la Diète royale. Une fois nommé, il a la charge de former le gouvernement en nommant chacun de ses membres, qu'il a également le pouvoir de renvoyer. Il préside le Conseil des ministres, qui se réunit une fois par semaine et peut être remplacé, en cas d'absence, par un vice-Premier ministre ou par un autre ministre. Le Premier ministre peut demander à être relevé de ses fonctions au président de la Diète royale s'il souhaite démissionner ou en cas de vote de censure prononcé par les parlementaires à son encontre.
L'actuel Premier ministre est Ulf Kristersson, président du Parti modéré de rassemblement (PPE).

##### Les ministères
Les différents ministères ont à leur charge la préparation des projets de loi à soumettre au Parlement et la promulgation des lois, décrets et directives administratives. Le gouvernement exerce la politique étrangère, nomme les juges et certains hauts fonctionnaires et examine certains recours ne relevant pas de la compétence des tribunaux. Les ministères sont tenus de travailler en collaboration étroite et lorsqu'un dossier relève de la compétence de plusieurs ministères différents, ils ont l'obligation de le prendre en charge conjointement. Les projets et déclarations les plus importants à soumettre au Riksdag doivent au préalable faire l'objet d'un communiqué auprès des autres ministères. C'est le cas notamment des réponses formulées aux questions au gouvernement.
Chaque ministère a sous sa responsabilité des secrétaires d'États, chargés de conduire certains travaux, ainsi qu'un personnel politique constitué de chargés de presse et de conseillers politiques qui l'assistent dans ses activités. Ces différents mandats prennent fin lors de chaque changement de gouvernement. Les ministres peuvent participer aux débats parlementaires, mais ceux d'entre eux qui occupent un mandat de député doivent renoncer à leur droit de vote et se faire remplacer par leur suppléant tant qu'ils restent membres du gouvernement. S'ils démissionnent en cours de mandat, ils retrouvent leurs fonctions de députés jusqu'à la fin de la législature.

### Pouvoir législatif

#### LeRiksdag

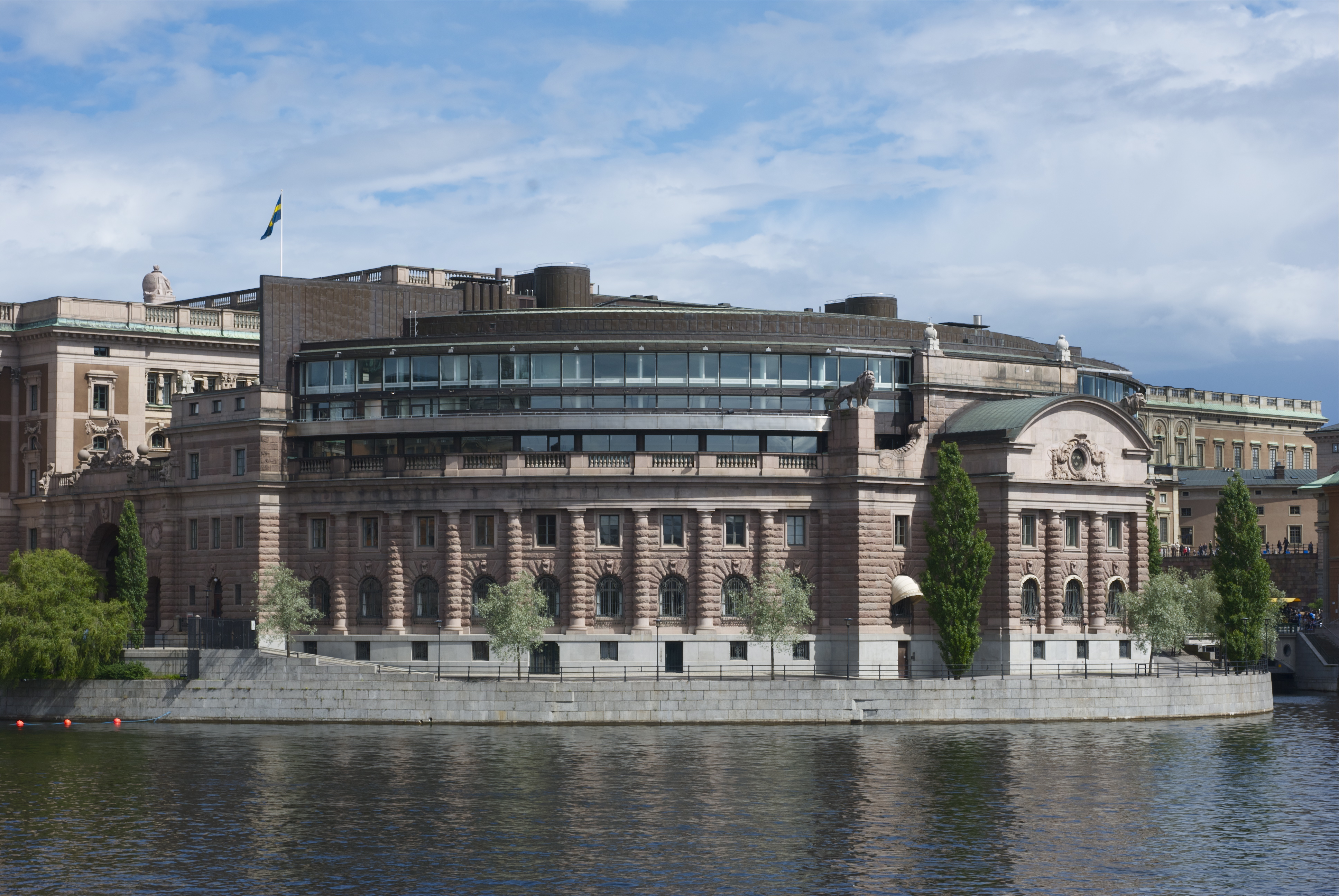
Le bâtiment de la Diète royale, érigé en 1905

La Diète royale est la chambre unique du Parlement. Véritable pivot du régime politique, il occupe une place centrale dans le système institutionnel suédois. Il exerce le pouvoir législatif et contrôle l'action du gouvernement, qui est responsable devant lui. Le régime monocaméral date de 1971, remplaçant un régime bicaméral incluant une chambre haute élue au suffrage indirect.

##### Régime électoral
Le Riksdag est composé de 349 députés élus au suffrage universel direct pour un mandat de 4 ans renouvelable depuis 1994 (3 ans avant). En cas de dissolution, des élections extraordinaires sont organisées, et leurs résultats ne valent que pour le temps restant de la législature normalement en cours. Dans tous les cas des élections dites générales sont organisées tous les quatre ans et permettent le renouvellement de l'intégralité des assemblées délibératives du pays, du Riksdag aux conseils municipaux. Sont électeurs et éligibles tous les citoyens suédois âgés d'au moins dix-huit ans qui résident ou ont résidé en Suède.
Les députés sont élus au scrutin proportionnel plurinominal selon une version modifiée de la méthode de Sainte Laguë. Sur les 349 sièges à pourvoir, 310 le sont dans le cadre de circonscriptions au sein desquelles le nombre de mandats en jeu varie en fonction de la démographie. Les 39 mandats restants sont des mandats compensatoires : ils sont distribués au niveau national entre les différents partis en tenant compte des résultats de la répartition par circonscription, afin de corriger les imperfections induites par cette dernière pour faire en sorte que la répartition finale corresponde le plus possible au vote des électeurs. Seuls les partis ayant rassemblé au moins 4 % des suffrages exprimés sur l'ensemble du territoire sont admissibles à la répartition des sièges. À défaut, un parti qui aurait obtenu au moins 12 % des voix dans une circonscription peut avoir des élus mais ne peut bénéficier des mandats compensatoires. Les électeurs peuvent aussi, s'ils le souhaitent, exprimer un vote préférentiel : ils sont pour cela invités à choisir leur candidat préféré au sein de la liste pour laquelle ils ont décidé de voter. Les votes préférentiels ne sont pris en compte lors de la répartition des sièges que pour ceux des candidats ayant obtenu un nombre de ces votes équivalent à au moins 8 % des votes qui se sont portés sur la liste sur laquelle figure leur nom. Autrement la répartition s'opère entre les différents candidats selon l'ordre initialement défini sur la liste. Les listes sont obligatoirement constituées à parité homme-femme, ce qui a un effet sur la composition finale de l'assemblée : avec 47.3 % de femmes siégeant au Parlement, le Riksdag fait partie des assemblées parlementaires au sein desquelles les femmes sont les mieux représentées.

##### Fonctionnement
Chaque législature du Riksdag commence son activité dans les quinze jours suivant l'élection des députés. Les députés siègent environ huit mois par an, avec une interruption estivale de juin à septembre. Les députés désignent en leur sein un président et trois vice-présidents. Seize commissions parlementaires permanentes doivent également être nommées après l'élection : la commission des finances, la commission constitutionnelle, la commission fiscale ainsi que treize commissions correspondant aux attributions des ministères. La présidence, les vice-présidences et les présidences des commissions sont traditionnellement réparties entre les différents partis politiques qui s'accordent librement entre eux.
Les commissions examinent toutes les propositions débattues à la Diète royale, chaque affaire faisant l'objet d'un rapport sur lequel les députés sont tenus de se prononcer. Les questions les plus importantes peuvent faire l'objet d'auditions spéciales organisées à l'initiative des commissions. Les ministres peuvent participer aux séances des commissions pour leur fournir des informations, et des fonctionnaires du gouvernement sont régulièrement chargés de les assister dans leurs travaux. La commission pour l'Union européenne a des compétences particulières, en ce sens que le gouvernement est tenu de la consulter à chaque fois qu'il compte prendre une décision relative aux affaires européennes. Elle participe notamment à la préparation de chaque Conseil des ministres de l'Union. En revanche cette commission n'examine pas les projets et propositions de lois sur lesquels le Diète royale a à se prononcer.
Lors du dépôt du projet annuel de budget du gouvernement, les députés peuvent déposer à titre individuel des propositions sur des sujets de leur choix dans un délai de quinze jours. Concernant les projets de loi normaux, les députés peuvent amender les textes proposés dans un délai identique de quinze jours.
Chaque député a un suppléant attitré, qui est amené à le remplacer en cas de nomination au gouvernement, en cas d'élection à la présidence du Riksdag ou s'il est conduit à s'absenter pendant plus d'un mois. Titulaire de la mission de coordination des travaux parlementaires, le président du Riksdag ne peut pas participer aux votes des députés.

### Relations entre le gouvernement et leRiksdag
Le gouvernement et le Parlement disposent concurremment de l'initiative législative, mais toute proposition de loi ou modification de loi existante doit recevoir l'aval du Riksdag avant d'entrer en vigueur.
Les députés peuvent censurer, à la majorité absolue, un ministre nominativement ou le gouvernement dans son ensemble. Le principe de la responsabilité collective s'applique cependant à l'intégralité de l'action gouvernementale. Le vote d'une motion de censure n'a pas d'effet si le gouvernement censuré ordonne l'organisation d'élections extraordinaires dans un délai d'une semaine.
En cas de démission du gouvernement, le président de la Diète royale doit proposer le nom d'un nouveau Premier ministre après consultation de ses trois vice-présidents et des présidents des groupes parlementaires. Cette proposition est ensuite soumise au vote du Riksdag : elle est adoptée si moins de la moitié des députés vote contre.

### Pouvoir judiciaire
Les institutions judiciaires suédoises sont totalement indépendantes du gouvernement. Elles sont divisées en deux branches principales : une branche consacrée aux droits civil et pénal, et l'autre consacrée au droit administratif. Par ailleurs, il existe des cours spéciales pour les contentieux liés au droit du travail, à l'environnement, à l'immigration, etc.
La branche consacrée aux droits civil et pénal se compose de :
- cours de districts et cours municipales
- six cours d'appel
- une Cour suprême

La branche consacrée au droit administratif se compose de :
- douze cours administratives
- quatre cours administratives d'appel
- une Cour administrative suprême

Les quatre ombudsmans, nommés par le Riksdag pour un mandat de quatre ans, se chargent de veiller à l’application des lois par les différentes cours et administrations, et observent l’évolution de leur application. Ils exercent un rôle d’arbitre lors de différends entre l’administration et les citoyens suédois, et peuvent apporter des preuves d’erreurs ou de préjudices devant une cour après enquête. Ils peuvent examiner les possibles abus de pouvoirs qui peuvent être reprochés à l'administration.
Il existe également un Défenseur des droits des enfants qui peut faire pression sur les autorités, les parents et les écoles ; le nombre d'enfants victimes de violences étant en effet estimé à environ 20 % : la personne responsable a déjà environ reçu 15 000 appels à l'aide.

### Administration locale et régionale
La Suède est un royaume décentralisé.
Elle est découpée en vingt comtés, dotés d'un conseil d'administration élu au suffrage universel direct. Leurs missions concernent la levée des impôts et la gestion des services médicaux et sanitaires.
Les 290 communes sont dotées d'un Conseil municipal élu lui aussi au suffrage direct. Elles ont pour tâche la levée d'un impôt sur le revenu, et ont la responsabilité de services tels que les écoles, la prise charge des enfants et des personnes âgées, les entreprises de service public, le logement, ainsi que les activités culturelles et de loisirs. Les immigrés, résidant depuis trois ans en Suède, sont électeurs et éligibles aux élections locales.

## Système politique suédois

### Partis politiques

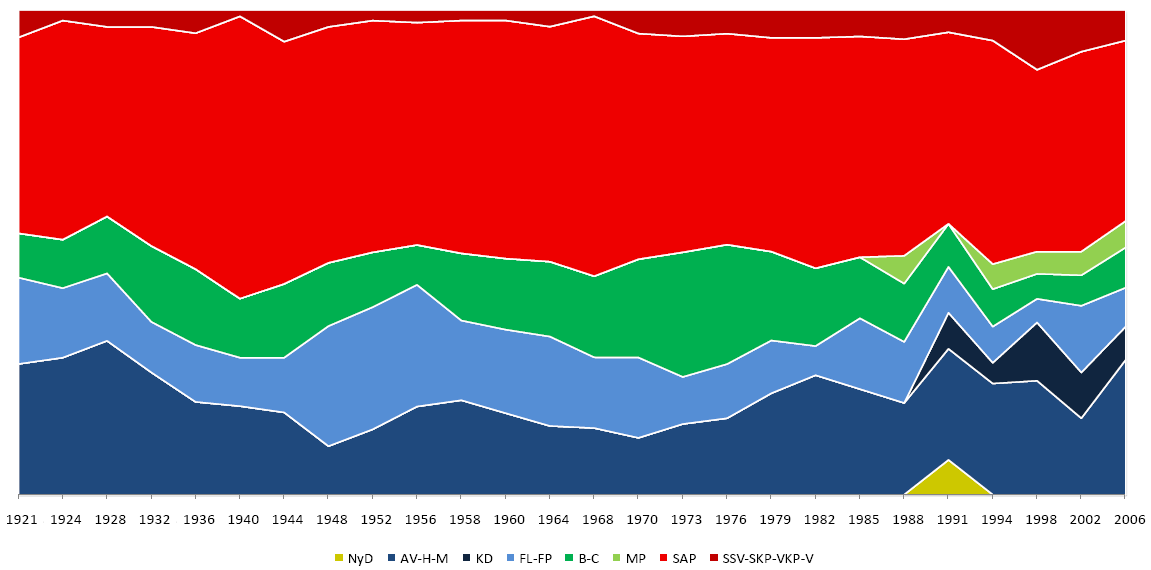
Proportion des partis politiques au Riksdag (1944-2006)

Le système politique suédois est connu pour le rôle déterminant qu'y jouent les partis politiques. 
La Suède est considérée comme le parfait prototype du pentapartisme, caractéristique du système politique scandinave. Le pentapartisme consiste en un système politique basé sur la domination de 5 partis majeurs, divisés en deux blocs : un bloc de gauche (parti radical de gauche et sociaux-démocrates) et un bloc de droite (conservateurs, agrariens et libéraux). Malgré ce système stable, d'autres partis ont fait leur apparition en Suède. 
Jusqu'à récemment, la Suède se rendait unique par deux particularités de son système partisan. 
La domination du Parti social-démocrate suédois des travailleurs, le SAP, sur le paysage politique national, en est une. Aucun autre parti n'est de force comparable, le SAP arrivant en tête de toutes les élections générales organisées depuis 1917 sans exception, atteignant même par deux fois la majorité absolue des suffrages exprimés à lui tout seul (en 1940 et en 1968). Presque tous les gouvernements formés entre 1936 et 2006 ont en outre eu à leur tête un social-démocrate, avec quelques rares interruptions (1976-1982 puis 1991-1994 et de 2006 à 2014) au cours desquelles des ministres d'État issus d'autres partis ont pris le relai. Cette quasi-hégémonie a fait du SAP le parti politique le plus populaire au monde parmi ceux exerçant leur activité dans le cadre d'un régime démocratique. Elle a aussi eu une influence considérable sur la structuration de l'État et de la société suédoise, profondément marqués par l'idéologie sociale-démocrate. Toutefois, cette domination s'étiole progressivement depuis les années 1990, le parti ayant obtenu moins de 30% des suffrages aux législatives de 2018.
L'autre caractéristique inhérente au système politique suédois était la remarquable stabilité des partis politiques. De 1917 à 1988, seules quatre organisations, outre le Parti social-démocrate, ont accédé au Riksdag : le Parti communiste, actuel Parti de gauche et les trois familles historiques du centre droit, constituant ce que l'on appelle dans le jargon politique suédois les « partis bourgeois », à savoir les conservateurs (actuels Modérés), les libéraux et les agrariens (actuel Parti du centre). Cette situation est demeurée quasiment inchangée jusqu'aux années 1990, théâtre de profonds bouleversements. Dès 1988, les écologistes du Parti de l'environnement accèdent à la représentation parlementaire. En 1991, ils sont rejoints par les Chrétiens-démocrates qui conquièrent leur premier groupe parlementaire. Ces deux partis se sont depuis institutionnalisés et font partie intégrante du système politique suédois. En 1991, un parti d'extrême droite, baptisé « Nouvelle Démocratie », a lui aussi envoyé des députés siéger au Riksdag, mais il les a perdu dès l'élection suivante, pour ne revenir qu'en 2010. Il est en 2018 le troisième parti de Suède. À l'exception de quelques rares scissions communistes ou libérales dans le courant des années 1930, aucune autre formation politique n'est jamais parvenue à siéger au Parlement suédois. En parallèle du progressif déclin du SAP, d'autres partis gagnent des sièges, si bien qu'on assiste dans le pays à un rééquilibrage des forces, ce qui a de graves conséquences politiques. Aucun parti n'est à même de former une majorité absolue en s'associant à un seul autre parti, il faut au minimum des coalitions de trois partis, ce qui est plus compliqué, ce qui exige des compromis nuisant aux projets politiques de chacun, et ce qui est finalement moins durable. Cette situation explique en grande partie les difficultés à former un gouvernement en 2018 ainsi que la réussite de la motion de censure à l'encontre du Premier ministre en 2021. 
Depuis les années 1960 (la situation est actuellement moins claire), le système politique suédois est également marqué par un fort clivage droite-gauche, aboutissant à une inébranlable bipolarisation de l'échiquier politique. À gauche, les Sociaux-démocrates, le Parti de gauche et les Verts sont devenus des alliés naturels, aidés en cela par une droite plus encline à se rassembler après des années de rivalités. Ce clivage a trouvé une nouvelle cohérence lors des élections générales de 2006, pour lesquelles les Modérés, les Libéraux, le Parti du centre et les Chrétiens-démocrates se sont rassemblés au sein d'une alliance durable baptisée « Alliance pour la Suède ». Cette stratégie s'est avérée payante puisque ces quatre partis ont obtenu la majorité absolue au Riksdag pour la première fois depuis 1982. Suivant le même chemin, les trois partis de gauche se sont regroupés dans un cartel similaire, les « Rouges-verts », pour tenter de remporter le scrutin de 2010. En cas de victoire, un accord prévoit la participation du Parti de gauche et des verts au gouvernement, ce qui n'est encore jamais arrivé jusqu'à présent. Avant cette phase de bipolarisation, la situation était plus complexe, l'alignement des ex-communistes sur la politique de l'URSS obligeant les sociaux-démocrate à rechercher le soutien de la Ligue des fermiers, l'actuel parti centriste, pour diriger le gouvernement. Ce rapprochement a même aboutit à un gouvernement de coalition entre 1951 et 1957. L'expérience n'a jamais été renouvelée depuis et cette éventualité est aujourd'hui clairement rejetée par les deux protagonistes. À noter également que les verts, perclus de courants et fondés à l'origine sur le principe de la non-reconnaissance du clivage droite/gauche, s'autorisent quelques alliances avec les partis bourgeois au niveau local.
Les partis politiques reçoivent des financements publics pour développer leur activité en fonction de leur audience électorale. Outre les partis représentés au Riksdag, sont subventionnées toutes les organisations ayant rassemblé au moins 2,5 % des suffrages exprimés lors d'une des dernières élections législatives. Ces critères exigeants n'empêchent pas le développement d'une foule impressionnante de petits partis aux orientations très diverses. Parmi eux, les Démocrates de Suède (SD), mouvement nationaliste ultraconservateur, sont la seule organisation extra-parlementaire à recevoir des financements publics. Ce parti compte aussi plusieurs dizaines de représentants dans les assemblées délibérantes des collectivités locales depuis le début des années 2000. En progression constante, il n'est pas exclu qu'il puisse faire son entrée au Riksdag lors des prochaines élections générales. Outre quelques mouvements jouissant d'une audience locale, comme le Parti de la santé ou le Parti des retraités, le Parti pirate semble tendre à devenir un acteur important de la vie politique suédoise, surtout depuis sa percée aux élections européennes de 2009, qui lui a permis d'envoyer deux de ses membres siéger au Parlement européen.
| Nom français | Nom français                                    | Nom suédois                               | Sigle | Représentant                      | Députés | Idéologie             | Parti européen |
| ------------ | ----------------------------------------------- | ----------------------------------------- | ----- | --------------------------------- | ------- | --------------------- | -------------- |
|              | Parti social-démocrate suédois des travailleurs | Sveriges Socialdemokratiska Arbetareparti | S     | Stefan Löfven                     | 100     | Social-démocratie     | PSE            |
|              | Modérés                                         | Moderata Samlingspartiet                  | M     | Ulf Kristersson                   | 70      | Libéral-conservatisme | PPE            |
|              | Démocrates de Suède                             | Sverigedemokraterna                       | SD    | Jimmie Akesson                    | 62      | Nationalisme          | CRE            |
|              | Parti du centre                                 | Centerpartiet                             | C     | Annie Lööf                        | 31      | Libéralisme           | ALDE           |
|              | Parti de gauche                                 | Vänsterpartiet                            | V     | Jonas Sjöstedt                    | 28      | Gauche antilibérale   | GVN            |
|              | Chrétiens-démocrates                            | Kristdemokraterna                         | KD    | Ebba Busch Thor                   | 22      | Démocratie chrétienne | PPE            |
|              | Parti du peuple - Les Libéraux                  | Folkpartiet liberalerna                   | FP    | Jan Björklund                     | 20      | Libéralisme           | ALDE           |
|              | Parti de l'environnement Les Verts              | Miljöpartiet de Gröna                     | MP    | Isabella Lövin et Gustav Fridolin | 16      | Écologie politique    | PVE            |

### Social-démocratie et modèle suédois
Le modèle social-démocrate a laissé sur la culture du pays une empreinte profonde. En effet, plus qu’une politique, cette idéologie s’inscrit en filigrane sur plusieurs niveaux de la société depuis les années 1930.
« Jusqu'à récemment, la social-démocratie jouissait d'une légitimité incontestée. Ce qui est nouveau, c'est que cela n'est plus le cas ». Ces propos, tenus en 2005 par l’un des plus grands éditorialistes suédois, illustrent bien l’opinion de la presse comme celle de nombreux milieux politiques. Le débat porte en effet essentiellement sur la responsabilité des sociaux-démocrates, qui ont dominé la vie politique du pays pendant près d'un demi-siècle. 

## Compléments